# Arthrocnodax silvestri
Arthrocnodax silvestri är en tvåvingeart som först beskrevs av Jean-Jacques Kieffer 1910.  Arthrocnodax silvestri ingår i släktet Arthrocnodax och familjen gallmyggor. Inga underarter finns listade i Catalogue of Life.